# Christoff
Christoff De Bolle, noto semplicemente come Christoff (Ninove, 18 giugno 1976), è un cantante belga, dedito principalmente ai generi pop-Schlager e professionalmente in attività dall'inizio degli anni novanta.
Fratello della cantante Lindsay, nel corso della sua carriera, ha pubblicato una ventina di album. Dal 2015 al 2018 ha fatto parte del progetto musicale Klubbb3.
Oltre che nel suo Paese, è molto popolare anche in Austria, Germania e Svizzera.

## Biografia
Christoff De Bolle nasce a Ninove il 18 giugno 1976.
All'età di dieci anni, fa parte del coro della chiesa di Hemelrijk, con il quale ha occasione di esibirsi di fronte alla regina Fabiola del Belgio al castello di Laeken. Desideroso di diventare una cantante professionista, all'età di dodici anni inizia a prendere lezioni di canto.
In seguito, a 15 anni partecipa a un programma televisivo di VTM interpretando il brano di Luc Steeno Voor jou e a 16 anni ottiene il suo primo contratto discografico.
In seguito, nel 1993 partecipa con il brano Zend en S.O.S. alle selezioni per rappresentare il proprio Paese all'Eurovision Song Contest, non ottenendo però il pass per la manifestazione internazionale.
Il successo arriva due anni dopo con il singolo Onder de toren. L'anno seguente, pubblica il suo primo album, intitolato Intro, che raggiunge il tredicesimo posto delle classifiche in Belgio.  e viene certificato disco d'oro.
Nel 2007 pubblica l'album Blauwe ogen, che raggiunge il terzo posto delle classifiche in Belgio  e viene certificato disco d'oro. In seguito, nel 2009, pubblica l'album  1001 nachten, che raggiunge il primo posto delle classifiche in Belgio.
Nel 2011 e nel 2012 escono gli album Christoff & vrienden (in cui duetta con la sorella e altri cantanti quali Willeke Alberti, Gerard Joling, Kathleen, Andrei Lugovski, Florian Silbereisen, Luc Steeno, The Sunsets, Jo Vally e Dana Winner) e Christoff & vrienden 2, che raggiungono entrambi la prima posizione delle classifiche in Belgio. In seguito, nel 2015, pubblica il singolo natalizio Kerstmis e l'album natalizio Kerstmis met jou, album che raggiunge il terzo posto delle classifiche.
Sempre nel 2015, forma assieme a Florian Silbereisen e a Jan Smit il trio musicale Klubbb3, che rimarrà in attività per tre anni.
Nel frattempo, nel 2017 interpreta se stesso nel film musicale diretto Matthias Temmermans H.I.T. - De Romeo's con protagonista il gruppo belga De Romeo's ed è guest-star nella serie televisiva tedesca La nave dei sogni, dove interpreta il ruolo di Christoff Engler nell'episodio intitolato "Tanzania".

## Discografia

### Album
- 1996 –  Intro
- 1997 –  In volle vlucht
- 1999 –  Millennium
- 2001 –  10 jaar
- 2007 –  Blauwe ogen
- 2008 – Zeven zonden
- 2009 –  Blaue Augen
- 2009 –  1001 nachten
- 2009 –  Goud van hier
- 2009 –  Luv mi long tim
- 2010 – Das geht klar
- 2010 – Alle hits
- 2011 – Christoff & vrienden
- 2012 – Christoff & vrienden - Live in Concert
- 2013 – Christoff & vrienden 2
- 2013 – Christoff & vrienden XL
- 2014 – Altijd onderweg
- 2014 – Back to Back
- 2015 – Kerstmis met jou
- 2016 – Hou me vast
- 2017 – De hits
- 2018 – Duetten

## Filmografia
- H.I.T. - De Romeo's, regia di Matthias Temmermans (2017)
- La nave dei sogni (Das Traumschiff) - serie TV, episodio 01x78 (2017)